# Sizuoka (település)
Sizuoka (japánul: 静岡市 magyaros átírással: Sizuoka–si) a japán Sizuoka prefektúra székhelye és második legnagyobb városa. Neve a 静 (sizu, ,,csendes”) és az 岡 (oka, ,,hegy(ek)”) kandzsi összetételből származik.
Híres a Sizuokai Egyetemről, valamint a zöldtea- és a narancstermesztésről.
Ma az egyik legnagyobb területtel rendelkező város Japánban, miután 2003-ban egyesült Simizu várossal. 2005-ben Japán „kijelölt városai” közé emelték.

## Földrajz
Sizuoka a fő sziget Honsúnak a középső régiójában, Csúbuben található a Csendes–óceáni parton. Sizuoka prefektúrának a központi területét foglalja el félúton Tokió és Nagoja között a Tókaidó vonalán. Délen a Szuruga–öböl északon pedig az Akaisi–hegység határolja. A város az Abe-folyó által lerakott hordalékra épült.

### Éghajlat
Sizuoka a nedves szubtrópusi éghajlati övben fekszik, párás, meleg nyarak és enyhe telek jellemzik időjárását. A legmelegebb hónap az augusztus, ekkor az átlaghőmérséklet 30,8 °C, január a leghidegebb hónap, ekkor az átlaghőmérséklet 1,8 °C. A városban mért legalacsonyabb hőmérséklet -6,8 °C volt, a legmagasabb pedig 38,7 °C.
Az éves csapadékmennyiség átlagosan 2324,9 mm körüli, havazás csak szórványosan jellemző.
| Hónap                         | Jan. | Feb. | Már. | Ápr. | Máj. | Jún. | Júl. | Aug. | Szep. | Okt. | Nov. | Dec. | Év   |
| ----------------------------- | ---- | ---- | ---- | ---- | ---- | ---- | ---- | ---- | ----- | ---- | ---- | ---- | ---- |
| Átlagos max. hőmérséklet (°C) | 10,0 | 11,0 | 14,0 | 18,0 | 22,0 | 25,0 | 28,0 | 30,0 | 27,0  | 23,0 | 18,0 | 13,0 | 20,0 |
| Átlagos min. hőmérséklet (°C) | 2,0  | 4,0  | 6,0  | 10,0 | 15,0 | 19,0 | 23,0 | 24,0 | 21,0  | 16,0 | 10,0 | 5,0  | 13,0 |
| Átl. csapadékmennyiség (mm)   | 54   | 105  | 123  | 133  | 148  | 182  | 160  | 129  | 148   | 143  | 94   | 76   | 1495 |
| Forrás: time and date.com     |      |      |      |      |      |      |      |      |       |      |      |      |      |

## Népesség
| Lakosok száma | 716 197 | 704 989 | 685 589 |
|               | 2010    | 2015    | 2021    |

## Történelem

### Ókori Sizuoka
A város környékét már a Dzsómon-korban is lakták. A területen számos Kofun-kori sírt találtak, valamint a Toro régészeti lelőhely alapján kijelenthető egy nagyobb Jajoi-kori település is már létezett a mai városközpont területén.
A Nara-korban alapított Szuruga tartomány a mai város központi területén helyezkedett el. Az akkori központ Numazu volt, melyet valamikor 701 és 710 között áthelyeztek az Abe folyó partján elhelyezkedő Szunpuba.

### A modernizáció előtti Sizuoka
A Muromacsi–korszak idején az Imagawa klán székhelye volt Sunpu. A Szengoku–korszak háborúi során a város többször is új fennhatóság alá került. Az Imagawa klán Okehazamai csatában való pusztulása után, Sunpu Takeda Singen őt követően pedig Tokugava Iejaszu vezetése alá került. Iejaszu elköltöztetésével Tojotomi Hidejosi átadta a várost Nakamura Kazutadának. Tojotomi Szekigaharai vereségét követően Iejaszu visszavette Szunput és átruházta Naitó Nobunarira, 1601-ben. Ettől fogva beszélhetünk Szunpu tartományról.
1606-ban Iejaszu lemondott a sóguni címről és Szunpuban letelepedve gyakorolt hatást az Edo–kori politikára.

### A Meidzsi restaurációtól a második világháborúig
A Tokugava sógunátus bukása után Tokugava Ieszatot kinevezték Szunpu tartomány élére 1869-ben. Még abban az évben mind a várost mind pedig a tartományt átnevezték Sizuokává és 1871-ben a han rendszer megszüntetésével prefektúrává vált. 1876-ban magába olvasztotta Hamamacu prefektúrát és Asigaru prefektúra néhány nyugati területét.
1889 február elsején megnyitott a Tókaidó Fő Vasútvonal Sizuoka állomása. Egy azon napon az óváros nagy része leégett.
1889-ben a város lakossága 37 681 fő volt. 1911-ben kiépül az első villamos vonal. 1914-ben egy tájfun okozta heves esőzéseket követően Abe folyó kiáradt a medréből és elárasztotta az óváros nagy részét. 1912-re a város lakossága már 74 093 főt számlált. Az 1920-as és ’30-as években a környező városok és falvak magába olvasztásával növelte területét. 1935-ben egy földrengés, 1940-ben pedig tűzvész pusztította a várost.
Mivel a második világháború alatt nem rendelkezett komoly stratégiai fontossággal a legtöbb amerikai bombázó támadás elkerülte a várost.

### A háború utáni Sizuoka
Az 1950-es és ’60-as évek alatt a város terjeszkedése tovább folytatódott. 1964 október elsején a Tókaidó Sinkanszen járatai megkezdték útjaikat Sizuoka állomásán. A 2003-as egyesülése Simizuval nagyban kiterjesztette a város területeit és lakosságát mely így 2005-ben Japán kiemelt városai közé került

## Közigazgatás
Sizuoka városát három fő kerület alkotja: Aoi, Szuruga és Simizu.
Aoi kerület (葵区 Aoi–ku): Közigazgatási központ mely Sizuoka északi területeiből jött létre.
Szuruga kerület (駿河区 Szuruga–ku): Sizuoka déli kerülete mely magába foglalja a Tókaidó vonalát és Oszada körzetét.
Simizu kerület (清水区 Simizu–ku): A néhai Simizu, Kanabari és Jui városok alkotják.

## Demográfia
2018 október eleji adatok alapján a város becsült lakossága 695 416 fő a népsűrűség pedig 492.5 fő/km².

## Gazdaság
2014-es mérések alapján a Sizuokában található vállalkozások száma 38 191, az alkalmazottaké pedig 372 917 fő.
Az alkalmazottak eloszlása iparáganként: mezőgazdaság 0,1%, gyárimunka 26,9%, szolgáltatás 73%.
A város összesített GDP keresete 3 237 730 millió jen.
A végzettség szerint várható átlag jövedelem egyetemi végzettséggel 200 500 jen, felső-középiskolaival pedig 164 600 jen.

### Mezőgazdaság és halászat
Sizuoka rendelkezik Japán zöld tea termelésének 40%, terjesztésének pedig a 60%val. Az ország legnagyobb vaszabi termelőjeként annak piaci árusításának 70%át tudhatja magáénak.
A halászat területén Sizuoka a 4. egész Japánban továbbá Simizu kikötőjében bonyolódik le az ország tonhal szállításának legnagyobb hányada.

### Gyáripar
A mai napig jelentős a város motorbicikli termelése melyeket a Honda, Yamaha és a Suzuki gyárt, ezzel pedig Japán motor exportjának 28%val rendelkezik. Az 1920as években jelentős volt a fűrészáru szállítása és forgalmazása révén fellendült a bútor, zongora, tradicionális bábuk és fa modell játékok gyártása.
A fa modell gyártók a háborút követően áttértek a műanyag használatára, hogy versenyképesek maradjanak az amerikai import makettekkel szemben. A városban található több nemzetközileg is ismert méretarányos makett gyártó vállalat, mint például az Aoshima, Fujimi, Hasegawa, és Tamiya. Szintén itt található a Bandai által készíttet Gundam modellek gyára a Bandai Hobby Center.

## Kultúra

### Főbb események
A város otthona három nagyobb éves fesztiválnak.
Sizuoka fesztivál (静岡まつり Sizuoka Macuri)
A város áprilisi fesztiválja melyet a cseresznyefa virágzásának legteljesebb időszakában tartanak. Ekkor emlékeznek meg arra az eseményre amikor Tokugava Iejaszu a daimjókkal meglátogatta a Szengen Szentélyt a cseresznye virágzáskor.
Abekava tűzijáték (安倍川花火 Abekava Hanabi)
Az Abe folyó folyam irányával szemben felállított tűzijáték késő júliusban.
Daidogei Világbajnokság (大道芸ワールドカップ Daigougei Waarudo kappu)
Sizuoka legnagyobb éves eseménye az Utcai Előadó Világbajnokság mely egy nemzetközi fesztivál utcai fellépők számára minden novemberben. Ez idő alatt fellépnek különféle mutatványosok, pantomimok, zsonglőrök, bűvészek stb. Az előadóknak a városközpontban és néhány külvárosi helyszínen van lehetőségük megmutatni tehetségüket.

### Egyéb éves események
Shizuoka Hobby Show
Sizuoka ad otthont Japán éves hobbi kiállításának mely nem meglepő, mivel a város otthona az ország legfőbb makett modell vállalatainak, mint például Tamiya, Bandai, Fujimi, Ebbro, Hobby Jo, Hasagawa, Fine Molds és Aoshima. A hobbi szerelmeseinek ekkor van lehetőségük megszemlélni az új megjelenéseket, vásárolni és saját modelljeiket bemutatni.

### Történelmi helyek

#### Aoi kerület
Sizuoka Szengen szentély
Több sintó szentély együttes komplexuma mely már az ókor óta szamuráj családok által volt támogatva legnevezetesebben a Tokugava klán által.
Szunpu park és várromok
A vár az Imagava és a Tokugava család birtoka is volt. 1599-től 1869-ig állt az eredeti építmény melyből ma már csak a vizesárok maradt meg, később eköré alakították ki a parkot.

#### Szuruga kerület
Toro
Régészeti lelőhely a késő Jajoi–korból.
Kunózan Tósó–gú
Sintó szentély mely Tokugava Iejaszu eredeti sírhelye volt, valamint a legrégibb Tósó–gú szentély Japánban.
Mariko–dzsuku
A Tókaidó ötvenhárom posta állomása közül a huszadik.

#### Simizu kerület
Rjúgedszi templom
A templom területén páfránypálmák nőnek melyek akár 1100 évesek is lehetnek.
Miho-félsziget
Nevezetes a Miho no Macubaráról (三保の松原 Miho Fenyő Liget), mely egy hét kilométeren át fenyőfákkal és fehér homokkal borított tengerpart. Derült égbolt és hűvös idő esetén a partról akár a Fudzsi is látható.

## Közlekedés

### Vasút
Sizuoka állomásról a Tókaidó Sinkanszenre felszállva közvetlen vasúti összeköttetéssel elérhető Tokió, Nagoja és Kiotó is, valamint a Tókaidó Fő Vasútvonal állomásai között található Atami, Fudzsi, Kakegava, Hamamacu, Tojohasi, Óbu és Gifu.
A városon belül található a Sizuoka–Simizu Vasútvonal melyet a magánkézben lévő Sizuoka Vasút Vállalat működtetett.

### Kikötő
Simizu kikötő az egész prefektúra legjelentősebb kikötője, ahol a nagy konténerektől a magán jachtokig mindenféle hajó megfordul. Jó elhelyezkedése miatt mind a tokiói, mind az oszakai öböl egyaránt könnyedén megközelíthető.

## Oktatás
A városban található kilencvenegy általános, ötvenhét közép és huszonhét főiskola. Sizuoka egyaránt rendelkezik állami és magán városi alapítású egyetemmel, valamint a tokiói Tokai Egyetemnek is létesített itt egy kampuszt.